# Anton Tedesko
Anton Tedesko (* 25. Mai 1903 in Grünberg in Schlesien; † 2. April 1994 in Seattle) war ein US-amerikanischer Bauingenieur. Er ist bekannt für die Einführung dünner Schalen aus Beton in die US-Ingenieurspraxis.
Tedesko war ein Sohn des Chemikers Victor Tedesko. Er wuchs in Graz und Wien auf und studierte Bauingenieurwesen an der TU Wien mit dem Diplom 1926. Danach war er zweieinhalb Jahre (von 1927 bis 1929) in den USA. Ab 1930 war er bei Dyckerhoff & Widmann (D&W), wo er unter dem Einfluss von Franz Dischinger und Ulrich Finsterwalder sich mit der damals entwickelnden Theorie der Berechnung dünner Schalen als Tragwerkskonstruktion vertraut machte. Ein Meilenstein war 1922 die Konstruktion der Kuppel des Zeiss-Planetariums durch Dischinger mit dem patentierten Zeiss-Dywidag System (Z-D), später für Tonnendächer angepasst. Um das Verfahren in den USA bekanntzumachen, sandte ihn D&W 1932 zur Baufirma Roberts and Schaefer (R&S) in Chicago, die ihn 1934 anstellten. Die erste Anwendung fand das neue System im Hayden Planetarium in New York, das 81 Fuß Durchmesser bei einer Beton-Wanddicke von 3 Inches hatte, und die erste Anwendung für Tonnendach-Hallen war auf der Weltausstellung 1933 (Brook Hill Farm Dairy Barn, Spannweite 36 Fuß, Betondicke 3 Inches, nach der Weltausstellung für Testzwecke untersucht). Schon sein Entwurf für das Dach der Hershey-Arena in Pennsylvania (222 Fuß Spannweite) wich erheblich von der deutschen Praxis ab.

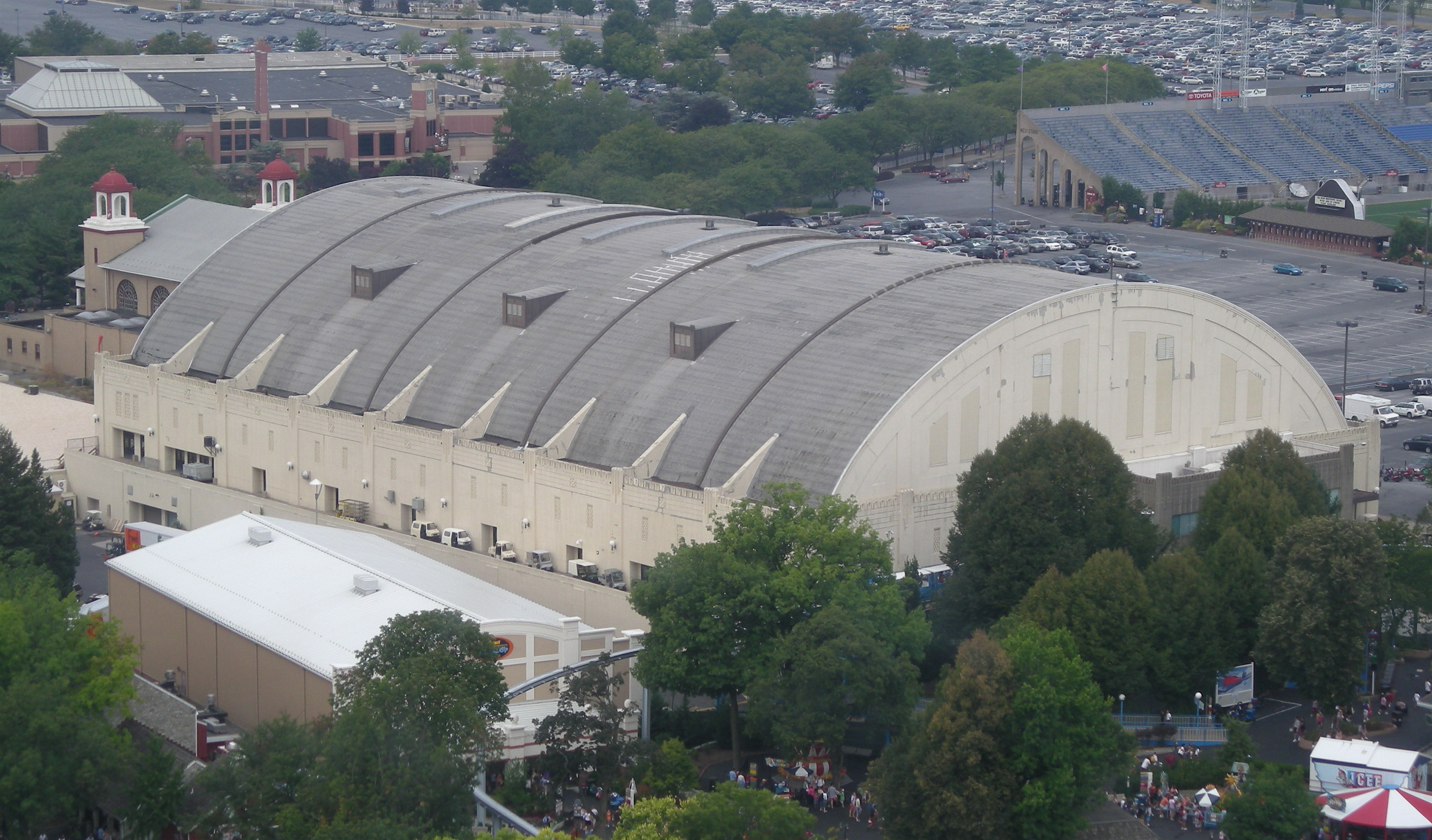
Hershey Arena
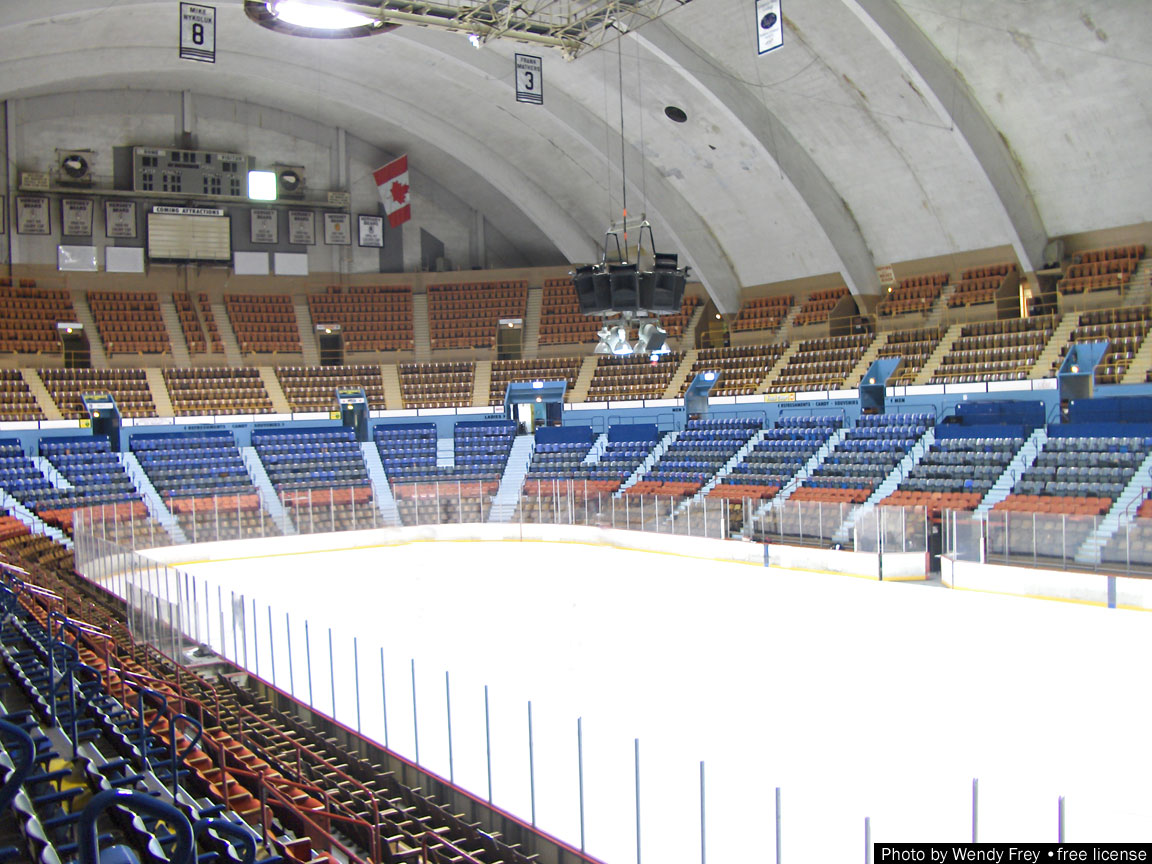
Hershey Arena innen

Während des Zweiten Weltkriegs und in der Zeit unmittelbar danach entwarf er eine Reihe von Dächern für Flugzeughallen, zum Beispiel für die US Air Force 1948 in Rapid City und Limestone (Maine) mit 340 Fuß Spannweite und 5 Inches Dicke.
1950 führte er rippenlose Schalen (ribless shell) ein, in vollem Umfang (nicht nur als Modell) realisiert zuerst 1958 für ein Lagerhaus der US Air Force auf der Olmstead Air Force Base, dem heutigen Harrisburg International Airport in Pennsylvania (39 Fuß Spannweite, Dicke 3 Inches).
Er entwarf auch das 1966 fertiggestellte Vehicle Assembly Building (VAB) der NASA im Kennedy Space Center in Florida. Es hält den Rekord für das Gebäude, das das größte Volumen umschließt. Auch der Entwurf des Startkomplexes 36 stammt von ihm. Insgesamt entwarf er rund 60 Schalentragwerke. Er war auch für seine kommunikativen Fähigkeiten bekannt und meinte selbst, dass er sich weniger als innovativen Entwurfsingenieur von Schalen-Tragwerken sieht als erfahrenen Strategen, dem es häufig gelang seine Entwürfe durchzusetzen, auch wenn sein Name nicht genannt wurde.
Noch im Alter von 88 Jahren vollendete er einen Entwurf für die neue Williamsburg Bridge (zusammen mit seinem 90 Jahre alten ehemaligen Vorgesetzten bei D&W Ulrich Finsterwalder).
1966 erhielt er den Civil Engineering Achievement Award der ASCE. 1998 führte ihm zu Ehren die International Association for Bridge and Structural Engineering (IABSE) die Anton Tedesko Medaille ein.
Sein Nachlass ist an der Princeton University. Seit seiner Jugend war er mit Hubert Rüsch befreundet.